# Линдгрен, Мари
Ингрид Мари Линдгрен (швед. Ingrid Marie Lindgren; род. 26 марта 1970, Вестерботтен, Швеция) — шведская фристайлистка (лыжная акробатика), серебряный призёр Олимпийских игр 1994 года, двукратный серебряный призёр чемпионата мира по фристайлу.

## Биография
Мари Линдгрен родилась в 1970 году в Вестерботтене, Швеция. На зимних Олимпийских играх 1992 она участвовала в демонстрационных выступлениях по лыжной акробатике и заняла 2 место. На Олимпийских играх 1994 года лыжную акробатику ввели как самостоятельный вид спорта. Линдгрен завоевала серебряную медаль, уступив представительнице Узбекистана Лине Черязовой. Это была первая олимпийская медаль по фристайлу для Швеции. Олимпийский комитет Швеции отметил важную роль Линдгрен в развитии фристайла в стране.
На чемпионатах мира 1993 года и 1995 года Линдгрен также получила серебряные медали. В первый раз она уступила Черязовой, во второй — американке Никки Стоун. Линдгрен была шесть раз чемпионкой Швеции. В 1992 и 1994 годах побеждала на Кубке мира в Австрии.
На соревнованиях в США в 1997 году Линдгрен получила травмы, в результате чего вынуждена была уйти из соревновательного спорта. В 2000 году она окончила физкультурное образование в Стокгольме. Также работала комментатором на телевидении.
В 1995 году Линдгрен удостоили звания почётного гражданина города Шеллефтео.